# Младший сержант и другие
«Младший сержант и другие» (венг. A tizedes meg a többiek) — венгерская комедия 1965 года режиссёра Мартона Келети по роману Имре Добози.
Фильм входит в список «Будапештская дюжина» — лучших венгерских фильмов, снятых в 1948—1968 годах. На кинофестивале Неделя венгерского кино в Будапеште 1966 года фильм получил три награды: Главный приз, специальный приз жюри за режиссуру и приз «Лучший актёр» Имре Шинковичу.
Сатирическая комедия о войне имела огромный успех у критиков и зрителей Венгрии, фильм просмотрели 2,2 миллиона зрителей.
Фраза из фильма «Русские уже в кладовке!» («Az oroszok már a spájzban vannak!») сразу же вошла в разговорный венгерский язык и стала крылатым выражением, как и многие другие фразы: «Документы готовы!», «Гриша, эта добрая тётя из Москвы» и «Мы даже не можем сдаться по-человечески…».

## Сюжет
Её герои младший сержант и другие далеко не герои в жизни. Плутоватые дезертиры, они прячутся в старом, оставленном хозяевами замке и прикидываются то штатскими, то врагами Германии, то ее друзьями в зависимости от обстановки. Картина эта, в которой главную роль младшего сержанта Молнара играет Имре Шинкович, полна веселых неожиданностей, забавных столкновений, комических нелепостей, но за смешными ситуациями не пропадает серьёзная мысль.— журнал «Советский экран», 1970
Где-то в Венгрии, в последние дни Второй мировой, уставший от тягот войны находчивый и изобретательный младший сержант (капрал) венгерской армии Ференц Мольнар объявляет для себя войну оконченной и дезертирует из своей части, угнав служебный мотоцикл и прихватив с собой жалование батальона, которое он прячет в ручных гранатах. 
Избежав проверок документов, он находит убежище в замке, вверенном сбежавшим с немцами хозяином старому камердинеру Альберту. Однако в замке прячутся несколько аналогично дезертировавших венгерских солдат, среди которых есть как идейный коммунист Сиярто, так и простые венгерские парни. Как младший сержант, Мольнар берет командование ими на себя. Постоянно оказываясь вовлечёнными в опасные приключения и удивительные ситуации они маскируются под военный штаб, лояльный к немцам, изображают сотрудничество с попытавшейся занять этот же замок Партией скрещённых стрел, чем избавляются от их внимания. Тем не менее, во время похода в ближайшую деревню за продуктами героям под руководством Мольнара, знающего русский язык, удаётся спасти от немцев раненого советского солдата Гришу, прятавшегося в кладовке одного из домов.
Лично прооперировав Гришу и спася ему жизнь, после чего отпустив его из замка, Мольнар вместе с Сиярто предпринимают попытку также покинуть замок и сдаться бойцам наступающей в этом районе Красной Армии, однако красноармейцы во время боя с немцами не обращают внимания на поднятый ими из развалин белый флаг, что и заставляет Мольнара произнести фразу «Мы даже не можем сдаться по-человечески». На прощание подарив Сиярто увольнительную на своё имя, Мольнар возвращается в замок, однако он оказывается уже занят карательным отрядом венгерских фашистов под руководством лейтенанта Бароканьи. Ференцу удаётся было убедить его, что он не дезертир, а всего лишь потерявший свою часть связной, но в этот момент вблизи замка задерживают и Сиярто с документами Ференца, и лейтенант разоблачает их обоих как дезертиров, Мольнару приходится признаться, что в его гранатах спрятаны украденные из батальона деньги. Вскоре все обнаруженные в замке дезертиры оказываются перед расстрельной командой. Шансы на спасение практически равны нулю, но среди набитых деньгами гранат, которые разбирают палачи, как знает Мольнар, есть и настоящая…
Только что избежав расстрела, герои оказываются в советском лагере для военнопленных. Коммунист Сиярто использует всё своё влияние, чтобы заставить советских солдат поверить, что они были партизанами, сражавшимися с фашистами во время войны. Изначально командование лагеря не верит им, но ночью во время отчаянной попытки побега из лагеря Мольнар случайно сталкивается с охранявшим ворота солдатом Гришей, тем самым, которого он лично спас в замке. С помощью Гриши героям наутро удаётся убедить советских солдат в своей нелояльности к фашистам, и тогда их, как опытных партизан, решают отправить на сложную и опасную партизанскую операцию против немцев, чему уставший от войны Мольнар совсем не рад.
Перед отправлением на задание младший сержант Мольнар снова собирается дезертировать, в связи с чем добивается у командования лагеря разрешения не вступать в партизанский отряд, его место в нём без раздумий занимает Гриша. Попрощавшись с товарищами перед их отправлением обратно на фронт, Мольнар собирается уйти, однако в последнюю минуту он, за всё это время случайно оказавшийся их командиром, не находит в себе сил бросить своих ребят, которые стали ему настоящими товарищами, и бросается бежать за уезжающей машиной, на чём фильм и завершается.

Начавшись как комедия положений, перейдя затем в драму выбора, завершается в духе героического лубка. Несмотря на нарушение жанровой цельности фильма, такая стилистическая чересполосица не вредит образу главного героя. В нем и сосредоточена основная ценность произведения. Свершивший правый выбор Молнар превращается в доблестного солдата, отважного и справедливого. Его действия утрачивают реальные масштабы и выстраиваются в историю невероятную, волшебную, легендарную.

## В ролях
- Имре Шинкович — Ференц Мольнар, младший сержант
- Иван Дарваш — Гальфи, младший лейтенант
- Тамаш Майор — Альберт, дворецкий
- Дьёрдь Палош — Иштфан Сиярто, коммунист
- Ласло Унгвари — лейтенант Бароканьи, член Партии скрещённых стрел
- Ласло Козак — рядовые Имре Гашпар / Янош Гашпар
- Дьюла Сабо — рядовые Дьёрдь Фекете / Кароль Фекете
- Ласло Маркуш — оберштурмфюрер СС
- Тивадар Хорват — Гутнахт, офицер СС
- Лайош Немет — Гриша, советский солдат
- Шандор Сакач — лесник
- Пальма Дьимешши — жена лесника
- Хильда Гобби — деревенская бабушка
- и другие

## Прокат в СССР
Фильм дублирован на Киностудии имени М. Горького в 1965 году. В советском прокате с 14 февраля 1966 года, 25 сентября 1966 в 21:00 был показан по ЦТ СССР.